# Ruediger de Sajonia
El príncipe Ruediger de Sajonia (en alemán: Rüdiger Prinz von Sachsen, Herzog zu Sachsen, Markgraf von Meißen (Mülheim, 23 de diciembre de 1953 - Moritzburg (Sajonia), 29 de marzo de 2022), duque de Sajonia y margrave de Meissen. Fue un príncipe alemán que se disputó la jefatura de la Casa real de Sajonia, y fue el único bisnieto agnático del último rey de Sajonia, Federico Augusto III.

## Vida
Nació en Mülheim, fue el único hijo del príncipe Timo de Sajonia (1923-1983) y su primera esposa Margrit Lucas (1932-1957), hija de Carl Lucas y su esposa Hildegard Stube. Los padres del príncipe Ruediger se casaron en Muelheim el 7 de agosto de 1952 en lo que en aquella época se consideró una "boda de cuento de hadas" entre un príncipe y la hija de un carnicero. Sin embargo, como Lucas era plebeya, se consideró que era un matrimonio morganático.
El príncipe Rüdiger tuvo una infancia difícil. Su padre, el príncipe Timo, que se volvió adicto a la morfina después de sufrir heridas graves durante un bombardeo de otoño de 1945 en Dresde, tuvo varios trabajos fallidos. Cuando Rüdiger tenía solo 18 meses de edad, su madre sin un centavo lo llevó a la casa de su padre en Muelheim. El matrimonio resultó difícil y la madre de Rüdiger estaba en proceso de divorciarse del príncipe Timo cuando se enteró de que estaba embarazada, más tarde dio a luz a una hija, la princesa Iris de Sajonia (n. 21 de septiembre de 1955).

## Matrimonios y descendencia
El príncipe Ruediger se casó dos veces. Su primera esposa fue Astrid Linke (1949-1989), hija de Heinz Linke y Elvira Wandke, Astrid se suicidó en 1989. Se casaron en Willich el 14 de junio de 1974 y tuvieron tres hijos:
- El príncipe Daniel de Sajonia, duque de Sajonia (n. 1975), se casó con Sandra Scherer (1977), hija de Manfred e Ingrid Scherer,[5] tienen dos hijos:

- La princesa Ana Catalina Sofía (2013).
- El príncipe Gero (2015).

- El príncipe Arne de Sajonia, duque de Sajonia (1977), se casó con Sarah Schneider (1979), tienen dos hijas:

- La princesa Rosa (2010).
- La princesa Frida (2011).

- El príncipe Nils de Sajonia, duque de Sajonia (1978); se casó con la abogada Jedida Taborek (1975), tienen tres hijos:

- El príncipe Moritz (2009)
- La princesa Aurelia (2010)
- La princesa Felícitas (2015).

Después de quedar viudo se casó por segunda vez en enero de 2004 con Diana Dorndorf (1959), sin embargo se divorció en 2008.

## Sucesión
| Predecesor: Príncipe Alberto José de Sajonia | Pretendiente al trono de Sajonia, margrave de Meissen 6 de octubre de 2012 - presente | Sucesor: En el cargo. Heredero: Daniel, príncipe heredero de Sajonia |